# زک استنتز
زَک استنتز (انگلیسی: Zack Stentz) فیلم‌نامه‌نویس و تهیه‌کننده فیلم اهل ایالات متحده آمریکا است.

از فیلم‌ها یا مجموعه‌های تلویزیونی که وی در آن‌ها نقش داشته‌است، می‌توان به مردان ایکس: کلاس اول اشاره نمود.

## فیلم‌شناسی

### سینما
| نام                  | سمت                        | کارگردان           | سال  |
| -------------------- | -------------------------- | ------------------ | ---- |
| مأمور کودی بنکس      | نویسنده                    | هارالد زوارت       | ۲۰۰۳ |
| مردان ایکس: کلاس اول | نویسنده                    | متیو وان           | ۲۰۱۱ |
| ثور (فیلم)           | نویسنده                    | کنت برانا          | ۲۰۱۹ |
| حاشیه دنیا           | نویسنده و تهیه‌کننده اجرایی | جوزف مک‌گینتی نیکول | ۲۰۱۹ |
| بوستر گلد            | نویسنده                    | گرگ برلانتی        | _    |

### سریال
| نام                         | سمت                         | سازنده                                  | سال  |
| --------------------------- | --------------------------- | --------------------------------------- | ---- |
| نابودگر: ماجراهای سارا کانر | نویسنده و تهیه‌کننده         | جاش فریدمن                              | ۲۰۰۸ |
| فرینج                       | نویسنده و تهیه‌کننده         | جی. جی. آبرامز الکس کورتزمن روبرتو ارسی | ۲۰۰۹ |
| فلش (مجموعه تلویزیونی ۲۰۱۴) | نویسنده                     | جف جانز آندرو کریسبرگ گرگ برلانتی       | ۲۰۱۴ |
| دنیای ژوراسیک: اردو کرتاسه  | (نویسنده، تهیه‌کننده و خالق) | زک استنز                                | ۲۰۲۰ |